# Traverse Oka-Hudson
La traverse Oka-Hudson est un service de traversiers franchissant le lac des Deux Montagnes entre la municipalité d’Oka et la ville d’Hudson au Québec (Canada). Ce service, qui existe depuis 1909, est offert entre les mois de mars et de décembre. Un pont de glace est mis en place en hiver lorsque les conditions de glace le permettent.

## Exploitation
La longueur de la traversée est de 2 km et sa durée est de 10 minutes. La période d’opération va du début avril au début décembre. Les tarifs 2012 sont de 2 $ pour un piéton ou un vélo, 3 $ pour un scooter, 5 $ pour une moto, 10 $ pour une automobile, entre 14 $ et 22 $ pour un camion. Plus de 300 000 touristes utilisent la traverse.

## Infrastructures et équipements
La capacité du traversier est de 96 passagers et de 18 véhicules. Les installations sont modernisées en 2009.

## Situation
La traverse Oka-Hudson relie le village d’Oka, situé sur la rive gauche au nord de la rivière des Outaouais, dans la municipalité régionale de comté de Deux-Montagnes dans la région administrative des Laurentides, et la localité de Como, située sur la rive droite au sud, dans la partie est d’Hudson, dans la municipalité régionale de comté de Vaudreuil-Soulanges en Montérégie. Du côté d’Oka, la traverse donne directement sur la route 344, appelée chemin d’Oka, laquelle offre un accès rapide à l’est à l’autoroute 640 et à la région métropolitaine de Montréal, alors qu’à l’ouest, la même route traverse quelques municipalités (Saint-Placide, Saint-André-d'Argenteuil et Brownsburg-Chatham) avant de déboucher, à Grenville, sur le pont du Long-Sault vers Hawkesbury au sud, et sur l’échangeur 239 de l’autoroute de l’Outaouais (A-50) vers Gatineau au nord. Le réseau routier collecteur partant vers le nord depuis le quai de la traverse permet de rejoindre les localités de Saint-Benoît et de Sainte-Scholastique à Mirabel et l’A-50 à l’aéroport de Mirabel. Du côté d’Hudson, le quai de la traverse donne sur la rue Main, traversant la municipalité vers Rigaud à l’ouest et vers Vaudreuil-Dorion à l’est. La rue Bellevue, qui se dirige vers le sud, donne sur la route 342 (route Harwood) qui permet d’atteindre l’échangeur 26 et 28 de l’autoroute Félix-Leclerc (A-40 reliant Montréal à Ottawa).
Entre la région des Laurentides et Vaudreuil-Soulanges, l’utilisation de la traverse permet de raccourcir le trajet de 35 à 90 km.
Les traversées de la rivière des Outaouais les plus proches de la traverse Oka-Hudson sont, à l’est, le pont de l'Île-aux-Tourtes, segment de l’autoroute 40 entre Vaudreuil-Dorion et l'île de Montréal et, à l’ouest, la traverse Pointe-Fortune-Carillon et le pont du Long-Sault.

## Activités
La traverse Oka-Hudson fait partie d’un circuit cycliste et récréotouristique mettant en valeur les attraits naturels et culturels des deux rives de l’Outaouais et du lac des Deux Montagnes.